# بیرائو
بیرائو (به لاتین: Birao) یک منطقهٔ مسکونی در جمهوری آفریقای مرکزی است که در واکاگا واقع شده‌است. بیرائو ۱۰٬۱۷۸ نفر جمعیت دارد و ۴۶۸ متر بالاتر از سطح دریا واقع شده‌است.